# Schwertgroschen

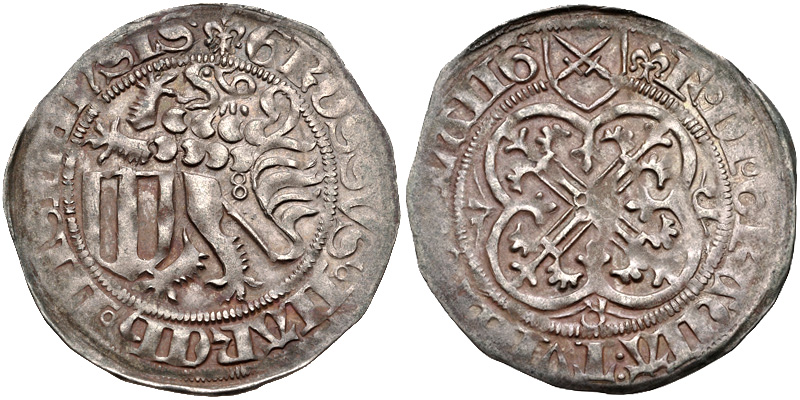
Schwertgroschen Friedrichs des Sanftmütigen, Prägezeitraum 1457 bis 1464, Münzmeisterzeichen Lilie, Münzstätte Leipzig, mit Beizeichen doppeltes Ringel, beschnitten (Silber; Durchmesser 27 mm; 1,96 g; Krug Nr. 916/1,)

Der spätmittelalterliche Schwertgroschen, zeitgenössisch auch Gladiatorengroschen genannt, ist ein sächsischer Groschen der Groschenzeit, der dem Typ des Meißner Groschens entspricht. Über dem Lilienkreuz im Vierpass ist ein kleiner Wappenschild mit gekreuzten Kurschwertern zu sehen, die für den Schwertgroschen namensgebend sind.

## Geschichte

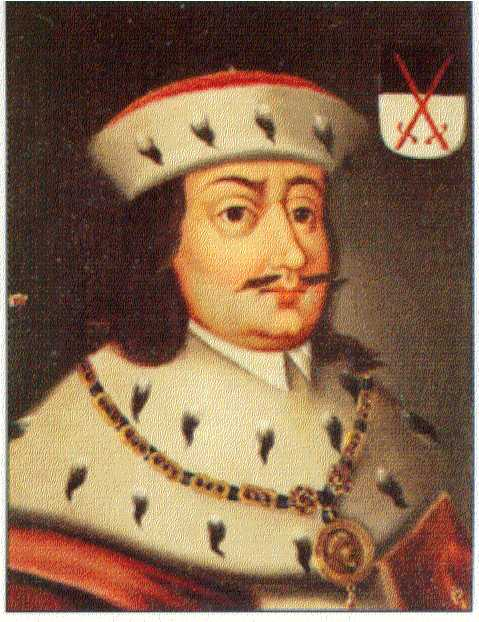
Kurfürst Friedrich II. der Sanftmütige ließ seine Alleinprägungen nur mit dem einfachen Kurschild prägen.

Der Schwertgroschen wurde nach der kursächsischen Münzordnung von 1456/57 in den Münzstätten Freiberg, Colditz und Leipzig im Zeitraum von 1457 bis 1464 geprägt. Der Colditzer und der Leipziger Schwertgroschen haben gleiche Münzbilder. Der Freiberger Schwertgroschen unterscheidet sich im Münzbild von den beiden anderen nur durch ein zweites Wappen neben dem Kurschild mit den gekreuzten Kurschwertern.
Der Münzname „Schwertgroschen“ ist also auch für den Freiberger Groschen zutreffend, der über dem Lilienkreuz zusätzlich noch den Balkenschild (Rautenkranzschild) des Herzogtums Sachsen zeigt. Das ist der von Kurfürst Friedrich II. dem Sanftmütigen von Sachsen (1428–1464) gemeinschaftlich mit seinem Bruder Herzog Wilhelm III. dem Tapferen (1445–1482) geprägte Schwertgroschen. 
Die Groschen wurden nach der Münzordnung Friedrichs zu 26 Stück je rheinischer Gulden geprägt. Zunächst galt:
- 1 Schwertgroschen = 7,5 Pfennige = 15 Heller[4]

Zeitgenössische Bezeichnungen der neuen Schwertgroschen sind „Sechsundzwänzlinge“, das heißt 26 Stück je fl. (Goldgulden) und „grossi gladiatori“ (Gladiatorengroschen).
Von 1461 bis 1464 als Beiwähr geprägt, verschlechterte sich die Ausprägung auf 34 und schließlich auf 42 Stück je rheinischem Gulden. (Als Oberwähr dienten die Judenkopfgroschen und danach die sächsischen Turnosegroschen.)

### Colditzer Schwertgroschen

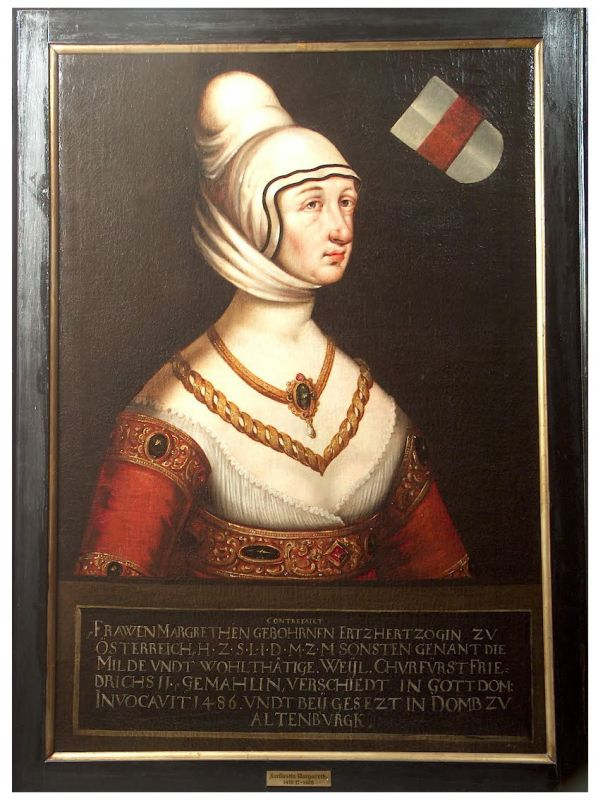
Kurfürstin Margaretha erhielt vom Kaiser das Münzrecht in Colditz.

Die Alleinprägung der Schwertgroschen Kurfürst Friedrichs in Colditz sowie die Colditzer Gemeinschaftsprägung mit seiner Gemahlin Margaretha, Tochter des Erzherzogs Ernst I. von Österreich erklären sich damit, dass Friedrich nichts vom Münzgewinn an seinen Bruder Herzog Wilhelm III. abzugeben brauchte. Das ist der Grund dafür, dass auch bei diesen Groschen nur der einfache Kurschild über dem Lilienkreuz aufgeprägt ist.
Es war ein besonderes Ereignis der sächsischen Münzgeschichte, als Kurfürst Friedrich II. in Colditz für seine Gemahlin eine eigene Münzstätte errichtete und ihr gestattete dort zu prägen. Als Ausgleich für das ihr als geborene Erzherzogin von Österreich zugesagte hohe Leibgedinge war ihr der Schlagschatz oder ein bestimmter Anteil an ihm aus der Münzstätte Colditz zugestanden worden. Herzog Wilhelm III., der Bruder des Kurfürsten, stand der Vermünzung in Colditz ablehnend gegenüber, da die großen Mengen der bis 1463 geschlagenen Colditzer Schwertgroschen nur durch besondere Silberlieferungen des Kurfürsten ermöglicht werden konnten. Wilhelm befürchtete mit Recht, dass durch die großen Silberüberweisungen seines Bruders an die Münzstätte Colditz sein halber Anteil am Schlagschatz der Münzstätte Freiberg erheblich geschmälert würde. Das war für den Herzog ein großes Ärgernis. Die Landeshauptmünzstätte Freiberg war immer Gemeinbesitz der Wettiner. Seine ablehnende Haltung gegenüber der Kurfürstin mag den Kurfürsten veranlasst haben, ein Jahr vor seinem Tod beim Kaiser Friedrich III. zu bewirken, dass seine Gattin das Münzrecht in Colditz zugleich im Namen seiner beiden Söhne bis an ihr Lebensende erhält. Kaiser Friedrich III. war der Bruder der Kurfürstin Margaretha.

## Münzbeschreibung
Der oben abgebildete Schwertgroschen der Münzstätte Leipzig ist eine Alleinprägung des Kurfürsten Friedrichs des Sanftmütigen. Der Groschen wurde wie alle Schwertgroschen nach dem Muster der schildigen Groschen geprägt. (Schildgroschen oder schildiger Groschen ist ein meißnischer Groschen, der seinen Namen vom Landsberger Pfahlschild bekam, der auf beiden Seiten zu sehen ist.) Das Münzmeisterzeichen heraldische Lilie des Münzmeisters Hans Stockart ist auf beiden Seiten vorhanden. Stockart war von 1457 bis 1462 Silbermünzmeister der Münzstätte Leipzig. Außerdem befindet sich ein doppeltes Ringel als Beizeichen zwischen Rücken und Schwanz des Löwen.

### Vorderseite
Die Vorderseite zeigt den Namen des Münzherrn und das Lilienkreuz im Vierpass, worüber der Kurschild mit gekreuzten Kurschwertern zu sehen ist. Neben dem Kurschild befindet sich die heraldische Lilie, das Münzmeisterzeichen.
- Umschrift: F(ridericus) • D(e)I • GRACIA • T(h)VRING(ia)E • LAN(d)G(ravius)[14][15]
  - Übersetzung: Friedrich von Gottes Gnaden, Landgraf von Thüringen.

### Rückseite
Die Rückseite zeigt den Meißner Löwen mit Pfahlschild und als Beizeichen ein doppeltes Ringel zwischen Rücken und Schwanz sowie das Münzmeisterzeichen heraldische Lilie.
- Umschrift: GROSSVS • MARCh(ionis) • MISNENSIS[16][17]
  - Übersetzung: Groschen der Markgrafen von Meißen.[18]